# Sortland
Sortland este o comună din provincia Nordland, Norvegia.